# خط متروی سویل
خط متروی سویل (انگلیسی: 1 May) یک خط و ایستگاه مترو است که توسط دو مهندس طراح به نام‌های فردریکو مایو و رونالد دل تامارگوییلو طراحی و ساخته شده است. اولین بهره‌برداری از این خط مترو در ۲ آوریل ۲۰۰۹ میلادی صورت گرفته است. قرار است که تا پایان سال ۲۰۱۷ میلادی این ایستگاه مترو ۴ لاینه شود.